# Solimão Paxá
Solimão Paxá (c. 1316 - 1357) foi o filho mais velho de Orcano I (segundo bei do recém-estabelecido Império Otomano) e neto de Osmã I, o fundador da Dinastia Otomana. Foi um dos principais generais de Orcano.
Acredita-se que sua mãe tenha sido Nilüfer Hutun (cujo nome de batismo seria Helena), filha de Holofira (ou Hóloforos) antigo senhor grego-bizantino de um distrito do vale do Sangário.
Salomão Paxá participou da conquista de Galípoli, que foi ocupada com relativa facilidade pelos Otomanos, devido à desordem social provocada em Constantinopla pela luta do imperador deposto João V Paleólogo contra seu usurpador João VI Cantacuzeno pelo trono romano, e também por causa de a península de Galípoli ter sido evacuada pela população grega após um grave terramoto. Além disso, o então ocupante do trono Bizantino, João VI Cantacuzeno, estava bem mais interessado no apoio do Sultão Orcano contra João V Paleólogo do que em defender Galípoli.
General de valor, e filho primogênito, Salomão Paxá teria herdado o Sultanato de seu pai Orcano; morreu, todavia, um ano após a conquista de Galípoli, acidentado por uma queda fatal quando praticava um esporte equestre, o que causou grande desgosto a Orcano. Por ordem do pai, foi sepultado num mausoléu numa praia na margem europeia do Dardanelos, isto é, na Península de Galípoli que Salomão conquistara para os Otomanos.